# Emil Paul Tscherrig
Emil Paul Tscherrig (Unterems, 3 febbraio 1947) è un cardinale, arcivescovo cattolico e diplomatico svizzero al servizio della Santa Sede, dall'11 marzo 2024 già nunzio apostolico in Italia e nella Repubblica di San Marino.

## Biografia
Nasce a Unterems, nel Canton Vallese e in diocesi di Sion, il 3 febbraio 1947; è il maggiore di otto figli.

### Formazione e ministero sacerdotale
L'11 aprile 1974 è ordinato presbitero per la diocesi di Sion.
Laureato in diritto canonico, entra nel servizio diplomatico della Santa Sede nel 1978. Oltre a incarichi all'estero, lavora anche a Roma nella Segreteria di Stato della Santa Sede, dal 1985 al 1996, assistendo nella preparazione dei viaggi internazionali di papa Giovanni Paolo II.
Il 15 maggio 1980 è insignito del titolo di cappellano di Sua Santità, mentre il 26 novembre 1992 riceve quello di prelato d'onore.

### Ministero episcopale e cardinalato
Il 4 maggio 1996 papa Giovanni Paolo II lo nomina arcivescovo titolare di Voli e nunzio apostolico in Burundi. Il 27 giugno successivo riceve l'ordinazione episcopale, all'altare della Cattedra nella basilica di San Pietro in Vaticano, dal cardinale Angelo Sodano, co-consacranti il cardinale Henri Schwery e il vescovo Norbert Brunner.
L'8 luglio 2000 il papa lo nomina nunzio a Trinidad e Tobago, in Dominica, Giamaica, Guyana, a Saint Lucia, Saint Vincent e Grenadine e nelle Bahamas nonché delegato apostolico nelle Antille; il 20 gennaio 2001 diventa nunzio anche a Barbados, ad Antigua e Barbuda e Suriname, e il 1º giugno seguente è nominato nunzio anche a Saint Kitts e Nevis.
Il 22 maggio 2004 diviene nunzio in Corea e 17 giugno successivo anche in Mongolia; il 26 gennaio 2008 papa Benedetto XVI lo nomina nunzio apostolico in cinque nazioni dell'Europa del Nord: Svezia, Danimarca, Finlandia, Islanda e Norvegia; il 5 gennaio 2012 è trasferito alla nunziatura in Argentina.
Nella notte della sua elezione, papa Francesco chiama Tscherrig per chiedergli di informare la gerarchia e la comunità cattolica argentina che avrebbero potuto evitare di compiere un viaggio intercontinentale per assistere alla Messa per l'inizio del ministero petrino e avrebbero invece potuto destinare il denaro a un atto di carità.
Nei primi anni del pontificato di papa Francesco, Tscherrig si impegna nelle relazioni tra la presidenza Kirchner e il papa, «con un paziente lavoro di cucitura». Inoltre il papa si è rivolto a Tscherrig per alcuni incontri di mediazione per la crisi politica in Venezuela.
Il 12 settembre 2017 papa Francesco lo nomina nunzio apostolico in Italia e nella Repubblica di San Marino. È il primo non italiano in assoluto a ricoprire la carica di nunzio apostolico in Italia. In questo incarico il 26 giugno 2018 stipula con la Repubblica di San Marino un accordo sull'insegnamento della religione nelle scuole, ratificato il 1º ottobre dello stesso anno.
Il 30 ottobre dello stesso anno suscita clamore il ritrovamento di resti ossei all'interno dell'edificio che ospita la nunziatura apostolica a Roma; dopo le opportune indagini, i resti umani sono stati datati al I-III secolo, smentendo le ipotesi giornalistiche prive di fondamento che collegavano il ritrovamento alla scomparsa di Emanuela Orlandi.
Il 9 luglio 2023, al termine dell'Angelus, papa Francesco annuncia la sua creazione a cardinale; nel concistoro del 30 settembre seguente lo crea cardinale diacono di San Giuseppe in Via Trionfale. Il 19 novembre prende possesso della diaconia.
L'11 marzo 2024 papa Francesco accoglie la sua rinuncia all'ufficio di nunzio apostolico in Italia e nella Repubblica di San Marino per raggiunti limiti di età; gli succede l'arcivescovo Petar Rajič.
È membro del Supremo tribunale della Segnatura apostolica, dal 4 ottobre 2023, del Dicastero delle cause dei santi, dal 17 febbraio 2024, della Commissione cardinalizia di vigilanza dell'Istituto per le Opere di Religione, e, dal 18 maggio 2024, del Dicastero per i vescovi e della sezione per la prima evangelizzazione e le nuove Chiese particolari del Dicastero per l'evangelizzazione.
Il 7 e 8 maggio 2025 ha partecipato come cardinale elettore al conclave che ha portato all'elezione di papa Leone XIV.

## Genealogia episcopale e successione apostolica
La genealogia episcopale è:
- Cardinale Scipione Rebiba
- Cardinale Giulio Antonio Santori
- Cardinale Girolamo Bernerio, O.P.
- Arcivescovo Galeazzo Sanvitale
- Cardinale Ludovico Ludovisi
- Cardinale Luigi Caetani
- Cardinale Ulderico Carpegna
- Cardinale Paluzzo Paluzzi Altieri degli Albertoni
- Papa Benedetto XIII
- Papa Benedetto XIV
- Papa Clemente XIII
- Cardinale Marcantonio Colonna
- Cardinale Giacinto Sigismondo Gerdil, B.
- Cardinale Giulio Maria della Somaglia
- Cardinale Carlo Odescalchi, S.I.
- Vescovo Eugène de Mazenod, O.M.I.
- Cardinale Joseph Hippolyte Guibert, O.M.I.
- Cardinale François-Marie-Benjamin Richard
- Cardinale Pietro Gasparri
- Cardinale Clemente Micara
- Cardinale Antonio Samorè
- Cardinale Angelo Sodano
- Cardinale Emil Paul Tscherrig

La successione apostolica è:
- Cardinale Ángel Fernández Artime, S.D.B. (2024)
- Arcivescovo Giordano Piccinotti, S.D.B. (2024)